# 동물극장 단짝
동물극장 단짝은 2022년 1월 21일부터 2023년 12월 30일까지 KBS 1TV에서 방송된 동물 전문 교양 프로그램이다.

## 동물극장 단짝 개요
기획 의도
반려동물과 사람 사이의 우정과 사랑을 그린 반려동물다큐.
프로그램 소개
인생은 길이다. 그 길 위엔 만남도 사랑도 이별도 찾아온다. 그리고 그것은 이제 사람과 사람 사이의 이야기만이 아니다.
반려동물인구 1,500만 시대. 누군가는 아픈 자식을 위해 고양이를 키우고, 출가한 딸의 빈자리를 소를 키우며 채우고, 반려자가 떠나 혼자 남겨진 집에서 함께 늙어온 개와 여생을 살아간다.
이 프로그램은 바로 그 반려동물과 사람 사이의 <우정/믿음/행복/이별 그리고 사랑>에 관한 이야기다.
일상의 고마움과 소중함이 어느 때보다 절실한 오늘, 드라마보다 진한 감동의 전격 반려동물 다큐를 선물한다.

## 방송 시간
| 방송 채널 | 방송 기간                          | 방송 시간                            |
| --------- | ---------------------------------- | ------------------------------------ |
| KBS 1TV   | 2022 1월 21일 ~ 2022년 4월 22일    | 매주 금요일 저녁 7시 40분 ~ 8시 30분 |
| KBS 1TV   | 2022년 4월 30일 ~ 2023년 12월 30일 | 매주 토요일 저녁 8시 5분 ~ 밤 9시    |

## 같이 보기
- 반려동물

## 동일 소재 프로그램
- 우리말 겨루기 (KBS 교양운영팀 제작)
- 가족오락관, 상상오락관, 옥탑방의 문제아들 (KBS 예능운영팀 제작)
- 동물의 왕국, 동물의 세계 (KBS 1TV)
- 주주클럽, 슈퍼독, 단짝, 은밀하고 위대한 동물의 사생활, 개는 훌륭하다, 동물은 훌륭하다, 나는 아픈 개와 산다, 펫 비타민 (KBS 2TV)
- 동물일기, 야옹멍멍 귀여워, 세상에 나쁜 개는 없다, 고양이를 부탁해, 아기 동물 귀여워, 펫하트, 극한 직업 (EBS 1TV)
- 세계의 비밀 수호대 번개맨 (EBS 2TV)
- 타타와 쿠마 (EBS·5BRICKS 공동 제작)
- 와우! 동물천하, 애니멀즈, 하하랜드, 오래봐도 예쁘다, 2020 추석특집 아이돌 멍멍 선수권대회, 심장이 뛴다 38.5 (MBC TV)
- TV 동물농장, 어쩌다 마주친 그 개, 펫미픽미, 푸바오와 할부지, 생활의 달인, 더솔져스, 검은 양 게임 (SBS TV)
- 마리와 나, 그랜드 부다개스트, 우리집 막내극장 (JTBC)
- 기막힌 동물원, 우리집에 해피가 왔다 (MBN)
- 동고동락, 개먼드라마 파트라슈 (TV조선)
- 대화가 필요한 개냥, 냐옹은 페이크다, 캣츠 앤 독스, 슬기로운 의사생활, 슬기로운 의사생활 시즌2, 해치지 않아, 해치지 않아 X 스우파, 슈퍼액션 (tvN)
- 펫토리얼리스트 (온스타일)
- 이 주의 책 (cpbc FM)
- 개별방송, 식빵 굽는 고양이, 잘살아보시개, 오 마이 펫, 여자친구! 강아지를 부탁해, 펫 닥터스 (skyPetpark)
- 상상고양이 (MBC 에브리원)
- 펫츠고! 댕댕트립 (SBS 플러스)
- 소나무의 펫하우스 (SBS M)
- 라디오 북클럽, 주말하이킥 이윤석입니다 (MBC 표준FM)
- 개밥 주는 남자, 너는 내 운명, 서민갑부 (채널A)
- 천재! 시무라 동물원 (日 NTV)
- 도그 위스퍼러 (美 NGC채널)
- 지옥에서 온 고양이 (美 애니멀 플래닛)
- 개과천선 아메리카 (영국 채널 4, Sky One)

## 결방 밎 편성 변경
2022년
- 6월 25일 : 한국의 인류유산 2022 방통위 대상 대상 수상작 《UHD 환경스페셜》 편성으로 인한 결방.
- 8월 13일 : 글로벌 다큐멘터리 《기후변화에 관한 사실들》 편성으로 인한 결방.
- 9월 10일 : 추석 특집 토크멘터리 《종로 사진관》 편성으로 인한 결방.
- 11월 26일 : 2022 카타르 월드컵 중계방송으로 인한 결방.

2023년
- 2월 18일 : 특선 다큐 《우크라이나, 삶은 계속된다》 편성으로 인한 결방.
- 3월 4일 : KBS 공사창립 50주년 특집 편성으로 인한 결방.
- 7월 15일 : 2023년 여름 한반도 집중호우 관련 뉴스특보 편성으로 인한 결방.
- 7월 29일 : 《동네 한 바퀴》 편성으로 인한 결방.
- 9월 23일 : 2022 항저우 아시안 게임 개막식 중계방송으로 인한 결방.
- 9월 30일 : 2022 항저우 아시안 게임 중계방송으로 인해 밤 11시 20분에 지연 방송.
- 10월 7일 : 2022 항저우 아시안 게임 중계방송으로 인한 결방.